# Leptastacus macronyx
Leptastacus macronyx is een eenoogkreeftjessoort uit de familie van de Leptastacidae. De wetenschappelijke naam van de soort is voor het eerst geldig gepubliceerd in 1892 door Thomas Scott.